# 塔里克·拉马丹
塔里克·拉馬丹（法語：Tariq Ramadan，阿拉伯语：‎，1962年8月26日—），埃及裔瑞士學者，出生於日內瓦。現為牛津大學東方學系當代伊斯蘭研究教授。他致力于研究和重新詮釋伊斯蘭文本，并且強調西方穆斯林的异質本性和它對西方社會的貢獻。哈桑·班納是他的外祖父。